# Wieża Gocławska
Wieża Gocławska w Szczecinie (dawniej Wieża Bismarcka) – wieża Bismarcka z tarasem widokowym znajdująca się na Zielonym Wzgórzu na szczecińskim osiedlu Gocław. Była najdroższą z wybudowanych wież Bismarcka. 
Do wzgórza, na którym znajduje się wieża, można dotrzeć tramwajem linii numer 6 (pętla Gocław leży u jego stóp). Kierować się należy do ulicy Narciarskiej i dalej turystycznym szlakiem pieszym oznakowanym kolorem żółtym.

## Historia
Budowę wieży zainicjowano w 1899 roku, jednak problemy z lokalizacją budowli opóźniły rozpoczęcie budowy (brano pod uwagę Wyspę Grodzką). W 1910 roku Związek Budowy Pomnika Bismarcka Prowincji Pomorze pod przewodnictwem gubernatora von Eisenharta rozpisał konkurs na projekt wieży. Do realizacji wybrano projekt autorstwa Wilhelma Kreisa wzorowany na mauzoleum Teodoryka w Rawennie i grobowcu Cecylii Metelli. Kamień węgielny położono w ramach obchodów setnej rocznicy bitwy pod Lipskiem w 1913 roku. 10 sierpnia 1921 roku odbyło się uroczyste otwarcie wieży.
Od 1844 roku na przeciwległym krańcu Zielonego Wzgórza znajdowała się dwudziestometrowa drewniana wieża widokowa. Zwieńczoną stożkowatym dachem i posiadającą dwa tarasy budowlę rozebrano w 1908 roku, w związku z planowaną budową Wieży Bismarcka.
26 czerwca 1986 w wieży odbyła się pierwsza w Polsce czarna msza.
W 2001 roku podpisano umowę dzierżawy. Dzierżawcami stali się Irena i Adam Załuscy (Spółka KPW Bismark Kałuski). Mieli oni odnowić wieżę i stworzyć w tym miejscu centrum turystyczne, ale żadnych prac nie rozpoczęto. W związku z tym w 2008 roku miasto Szczecin wytoczyło proces o odebranie obiektu. 20 stycznia 2010 roku zapadła prawomocna decyzja sądu na mocy której wieża pozostała w dotychczasowych rękach.

## Stan współczesny
Z początkiem 2020 roku pojawił się nowy dzierżawca Wojciech Kłodziński – Rentumi Tower Sp. z o.o. W 2021-2022 r. wykonane zostały zalecenia Konserwatora Miasta m.in. demontaż 30-metrowego masztu antenowego, scalenie konstrukcji pseudoportyku nad wejściem do wieży, wzmocnienie pęknięć uzupełnienie brakujących elementów wokół wejścia poprzez flekowanie z oryginalnego surowca. Odbudowanie balustrady tarasu gór ego. Odbudowa z oryginalnych kamieni dachu. .
W latach 2021–2023 r. odbyły się festyny, koncerty, setna rocznica budowy wieży, wernisaż obrazów wykonanych przez sztuczną inteligencję, wydarzenia artystyczne wraz z Akademią Sztuki w Szczecinie i Teatrem Polskim.

## Plan rewitalizacji
Planowana jest rewitalizacja wieży Gocławskiej oraz terenu okalającego zabytek wraz z Zielonym Wzgórzem. W 2021 i 2022 roku wygrane zostały trzy projekty Szczecińskiego Budżetu Obywatelskiego - SBO "Kurs Na Północ", które dotyczą pozyskania budżetu na realizację zagospodarowania terenu przez Miasto Szczecin.
W 2025–2026 planowane jest stworzenie kawiarni na górnym tarasie widokowym oraz organizacja kolejnych wydarzeń kulturalnych.

## Dane techniczne
- wysokość: 26 metrów
- wykonanie: beton licowany z zewnątrz wapieniem muszlowym
- koszt: 200 000 marek
- średnica podstawy: 27 metrów
- poziom górnego tarasu względem fundamentów: 14,5 metra
- zdemontowany maszt: stal, 30 metrów wysokości, 41 cm średnicy, 11–21 mm grubości

## Spacer 3D
Dostępny jest spacer 3D po wieży Gocławskiej za pomocą nowej technologii VR.